# Spargania narangilla
Spargania narangilla là một loài bướm đêm trong họ Geometridae.